# باریش (لبنان)
باریش (به عربی: باریش) یک منطقهٔ مسکونی در لبنان است که در شهرستان صور واقع شده‌است. باریش ۳۵۰ متر بالاتر از سطح دریا واقع شده‌است.